# Kristine Bonnevie

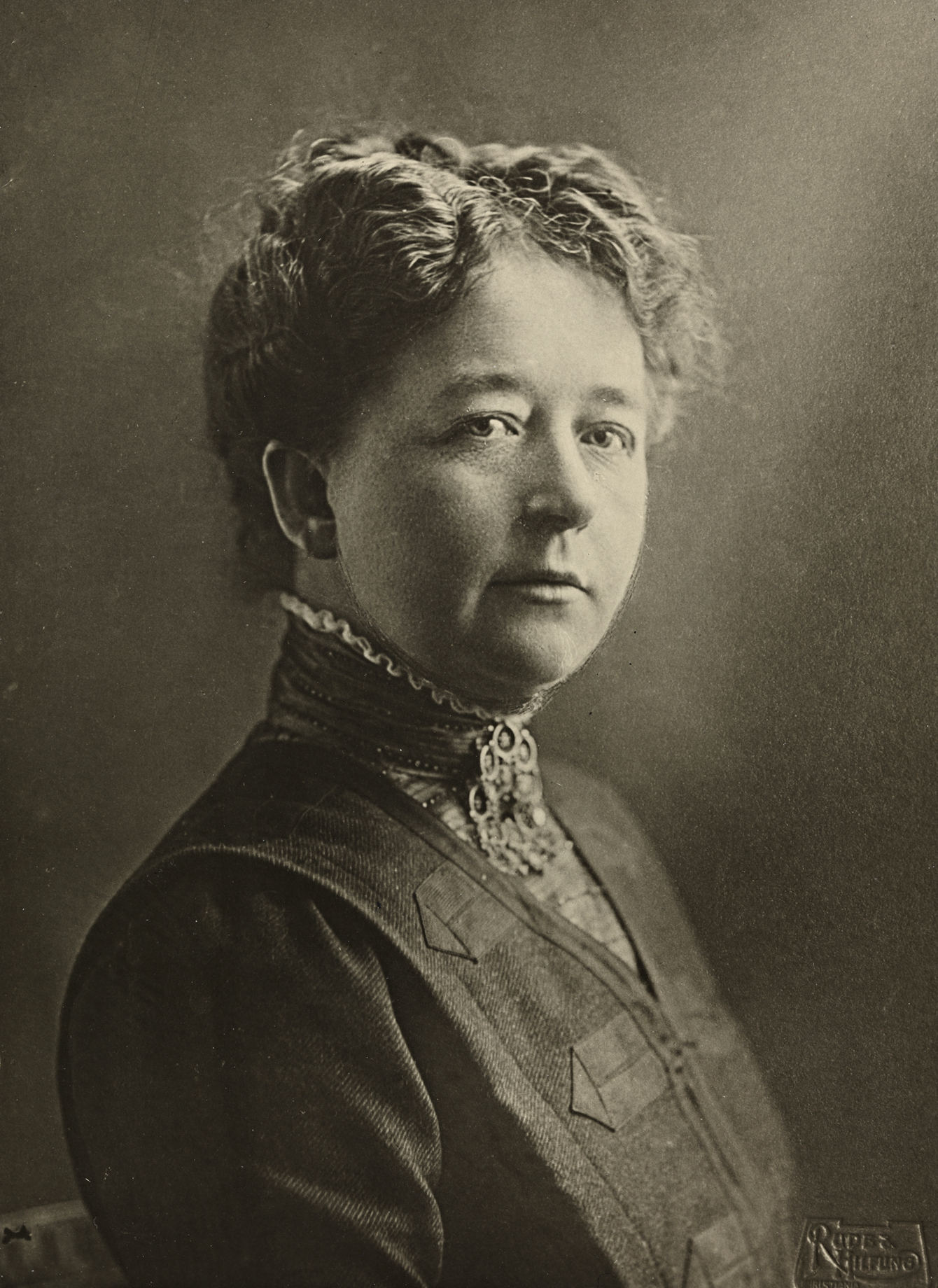
Kristine Bonnevie, ca. 1910

Kristine Elisabeth Heuch Bonnevie (ur. 8 października 1872 w Trondheim, zm. 1948 w Oslo) – norweska zoolog i genetyk.
Urodziła się w 1872 roku jako jedna z dziewięciorga dzieci nauczyciela Jacoba Aalla Bonneviego (1838–1905). Jej braćmi byli Carl Emil Christian Bonnevie i Thomas Bonnevie, a siostra Honoria wyszła za meteorologa Vilhelma Bjerknesa (1862-1951). W wieku 14 lat przeniosła się z rodziną do Oslo. Studiowała zoologię i w 1906 rok otrzymała tytuł doktora na podstawie dysertacji "Undersøgelser over kimcellerne hos Enteroxenos østergreni". W 1912 roku otrzymała katedrę zoologii, zostając pierwszą kobietą profesor w Norwegii. Wcześniej, w 1911 roku, jako pierwsza kobieta została przyjęta do Norweskiej Akademii Nauk. Od 1916 roku kierowała instytutem badań genetycznych.
Jej uczniem był Thor Heyerdahl.

## Wybrane prace
- Studies on papillary patterns of human fingers. Journal of Genetics, Cambridge 1924: 15: 1-111
- Zur Mechanik der Papillarmusterbildung. I. Die Epidermis als formativer Faktor in der Entwicklung der Fingerbeeren und der Papillarmuster. Archiv für Entwicklungsmechanik der Organismen, 1929, 117: 384.
- Zur Mechanik der Papillarmusterbildung (1929)
- Was lehrt die Embryologie der Papillarmuster über ihre Bedeutung als Rassen- und Familiencharakter? (1929)
- Die vererbbaren Kopf- und Fußanomalien der Little und Baggschen Mäuserasse in ihrer embryologischen Bedingtheit (1932)